# Exapion genistae
Exapion genistae é uma espécie de insetos coleópteros polífagos pertencente à família Apionidae.
A autoridade científica da espécie é W. Kirby, tendo sido descrita no ano de 1811.
Trata-se de uma espécie presente no território português.